# Sjálvstýri
 "Selvstyrepartiet" omdirigeres hertil. For det danske parti fra 1926, se Selvstyrepartiet (dansk parti).
Sjálvstýri (dansk: Selvstyre) – tidligere Sjálvstýrisflokkurin (dansk: Selvstyrepartiet) – er et socialliberalt midterparti på Færøerne. Partiet er Færøernes ældste og har siden sin etablering i 1906 arbejdet for større færøsk selvstyre og kontrol over egen samfundsudvikling. Efter at have været med til at få færøsk anerkendt som officielt sprog i 1938 og indføre hjemmestyre i 1948 har partiet ført en moderat national politik og fulgt en udpræget midterlinje i den økonomiske politik. Det går i dag ind for Færøernes selvstændighed, men ønsker en gradvis løsrivelsesproces, hvor Færøerne overtager stadig flere områder for til sidst at kappe de sidste bånd til Danmark.

## Historie
Selvstyrebevægelsen udspringer af foreningen Føroya Framburdsfelag, der i 1888 efter julemødet i Lagtingshuset forenede de færøske nationale kræfter. Partiet har været repræsenteret i Lagtinget siden 1906, men blev først formelt stiftet i 1909. Kongsbonden Jóannes Patursson var partiets første leder.

### Fra stiftelsen til verdenskrisen i trediverne
Sjálvstýrisflokkurin fungerede frem til 1930erne som Sambandsflokkurins modpol i et topartisystem indtil fremkomsten af økonomisk baserede partier som Javnaðarflokkurin og Vinnuflokkurin under verdenskrisen.
Partiets hovedmål var i denne periode at arbejde for gennem Lagtinget at opnå så megen indflydelse og selvstændighed som muligt i forståelse med den danske regering og rigsdag.
Indtil 1918 var Selvstyrepartiet i mindretal, men det fik ved Lagtingsvalget samme år for første og eneste gang absolut flertal med 11 mandater mod Sambandsflokkurins ni. Partiets leder Joannes Patursson blev herefter Færøernes repræsentant i det danske landsting. Strid om gennemførelse af en jordreform med omfordeling af jord fra kongsbønder til odelsbønder førte til, at Patursson forlod partiet i 1936 og blev løsgænger. Sammen med partiets højrefløj og arbejdsgiverkredse samlet i Vinnuflokkurin (Erhvervspartiet) stiftede han et nyt borgerligt selvstændighedsparti, Fólkaflokkurin, i 1940. Derved mistede Sjálvstýrisflokkurin en stor del af sin politiske indflydelse og ændrede rolle til at være et lille midterparti. Ved valget i 1940 tabte det halvdelen af sine otte mandater, mens det for første, og hidtil eneste, gang gled helt ud af Lagtinget ved valget i 1943.

### Efterkrigstiden
Ved lagtingsvalget i 1946 fik partiet igen to repræsentanter, som tilfældigvis også var brødre, Símun Petur Zachariasen fra Norðoyar og Louis Zachariasen fra Suðurstreymoy. Sjálvstýrisflokkurin opstillede for første og eneste gang på en fællesliste med et andet parti, Javnaðarflokkurin. Javnaðarflokkurin var modstandere af løsrivelse, som de mente ville forringe færingernes levestandard, men fælleslisten var nødvendig for igen at opnå repræsentation. Dette var lige efter folkeafstemningen om færøsk selvstændighed, og situationen gjorde, at partiet fik større indflydelse end nogensinde. Færøernes hjemmestyrelov af 1948 var resultatet af et tværpolitisk samarbejde i Lagtinget mellem repræsentanter for Sjálvstýrisflokkurin, Javnaðarflokkurin og Fólkaflokkurin.
Efter at have været med til at få færøsk anerkendt som officielt sprog og indføre hjemmestyre førte partiet en moderat national politik og fulgte en udpræget midterlinje i den økonomiske politik, dette gjorde det muligt at samarbejde med samtlige partier. Da de to øvrige løsrivelsespartier, Folkeflokkurin og Tjóðveldisflokkurin, var yderliggående både i den økonomiske og nationale politik forenede Sjálvstýrisflokkurin en meget forskelligartet gruppe af folk, der anså Fólkaflokkurin som for højreorienteret og ikke støttede Tjóðveldi|sflokkurins socialisme, samt moderate selvstyretilhængere, der var tilfredse med udvidet selvstyre og ikke ønskede fuld uafhængighed. Socialt set havde partiet både opbakning fra dele af bygdebefolkningen og middelklassen i Tórshavn. Da det ofte var rent lokale forhold, der afgjorde, om partiorganisationen gik med over i Fólkaflokkurin, bevarede Sjálvstýrisflokkurin en stærk position i en række bygder.
Færøernes første hjemmestyreregering forenede Sjálvstýrisflokkurin og de to unionsvenlige partier Sambandsflokkurin og Javnaðarflokkurin. Den sad frem til 1950, og partiet var derefter stedse repræsenteret i forskellige koalitionsregeringer 1954–75, 1981–89 og 1993–2004. Dette skyldes, at partiet ofte var tungen på vægtskålen, når der skulle dannes ny regering.

### Nyere tid
I 2004 kom partiet i opposition, og selvom det igen deltog i regeringen Kaj Leo Johannesen II fra 2011–2013, har Sjálvstýrisflokkurin ikke helt haft den samme indflydelse som tidligere, og været præget af interne splittelser mellem partiets socialliberale og sekulære venstrefløj, der har været domineret af akademikere fra Tórshavn og en mere værdikonservativ højrefløj, der repræsenterede fiskere, håndværkere og handelsfolk i bygderne i den nordlige del af landet og Klaksvík. Dertil kom at dele af partiet og dets ungdomsorganisation var tilhængere af en mere markedsliberal økonomisk politik. Disse modsætninger resulterede i en række personopgør mellem de ledende politikere i perioden 2000-2015. Helena Dam á Neystabø fra venstrefløjen gik over til Javnaðarflokkurin i februar 2002, efter at have ligget i konflikt med Sámal Petur í Grund fra højrefløjen om formandsposten i partiet. Sámal Petur í Grund trak sig imidlertid efter to uger og blev efterfulgt af næstformanden Eyðun Elttør. Højgaard fra højrefløjen var derefter partiformand 2003–2010 og overlod da hvervet til Kári á Rógvi fra venstrefløjen. Kári á Rógvi blev imidlertid presset til at trække sig året efter, og Højgaard kom tilbage som formand. En gruppe markedsliberale fra partiets ungdomsorganisation gik over i det nystiftede Framsókn i 2011, heriblandt Jákup Sverri Kass. I 2014 tilsluttede Sámal Petur í Grund sig også Framsókn, mens Kristianna Winther Poulsen fra venstrefløjen gik over til Javnaðarflokkurin i foråret 2015. Efter at mange fra såvel den økonomiske højrefløj som den værdipolitiske venstrefløj har forladt partiet, er det i dag domineret af tilhængere af en konservativ linje i værdipolitikken og en moderat borgerlig kurs i den økonomiske politik. Partiformand er siden 9. april 2015 Klaksvíks borgmester Jógvan Skorheim. Partiet skiftede i juni 2015 navn til Nýtt Sjalvstýri (NS) som led i en relancering og genetablerede i den forbindelse også sin ungdomsorganisation Unga Sjálvstýri.
Ved valget 20. september 2015, fik partiet 4,0% af stemmerne og to af de 33 mandater i Lagtinget til Jógvan Skorheim og Kári P. Højgaard. Det fik sine klart bedste resultater på Eysturoy og Nordoyar, mens den øvrige del af landet lå under gennemsnittet. På trods af markante Tórshavn-kandidater som Zakarias Wang og Bjørn á Heygum opnåede NS kun 2% i hovedstadsområdet. På de to sydlige øer Sandoy og Suduroy står NS meget svagt, og fik under 1% af stemmerne.

## Ledere
| Formænd - Jógvan Skorheim 2015- - Kári P. Højgaard 2011–2015 - Kári á Rógvi 2010–2011 - Kári P. Højgaard 2003–2010 - Eyðun Elttør 2001–2003 - Sámal Petur í Grund 2001 - Helena Dam á Neystabø 1994–2001 - Hilmar Kass 1971–1994 - Louis Zachariasen - Edward Mitens 1936–1939 - Jóannes Patursson 1909–1936 |  | Parlamentariske ledere - Kári P. Højgaard 2013– - Jógvan Skorheim/Kristianna Winther Poulsen 2011–2013 - Kári á Rógvi 2010-2011 - Kári P. Højgaard 2001–2010 - Sámal Petur í Grund 1998–2001 - Helena Dam á Neystabø 1993–1998 - Lasse Klein 1988–1993 - Hilmar Kass 1970–1988 |

## Resultater ved lagtingsvalg
| Valg | Stemmeandel | Mandater |
| ---- | ----------- | -------- |
| 1906 | 37,6%       | 8        |
| 1908 | 33,9%       | 7        |
| 1910 | 24,3%       | 7        |
| 1912 | 41,6%       | 7        |
| 1914 | 47,2%       | 8        |
| 1916 | 51,7%       | 9        |
| 1918 | 49,7%       | 11       |
| 1920 | 41,6%       | 10       |
| 1924 | 39,1%       | 10       |
| 1928 | 42,3%       | 11       |
| 1932 | 37,3%       | 8        |
| 1936 | 34,2%       | 8        |
| 1940 | 16,2%       | 4        |
| 1943 | 10,3%       | 0        |
| 1945 | 9,4%        | 0        |
| 1946 | -           | 2        |
| 1950 | 8,2%        | 2        |
| 1954 | 7,1%        | 2        |
| 1958 | 5,9%        | 2        |
| 1962 | 5,9%        | 2        |
| 1966 | 4,9%        | 1        |
| 1970 | 5,6%        | 1        |
| 1974 | 7,2%        | 2        |
| 1978 | 7,2%        | 2        |
| 1980 | 8,4%        | 3        |
| 1984 | 8,5%        | 2        |
| 1988 | 7,1%        | 2        |
| 1990 | 8,8%        | 3        |
| 1994 | 5,6%        | 2        |
| 1998 | 7,6%        | 2        |
| 2002 | 4,4%        | 1        |
| 2004 | 4,6%        | 1        |
| 2008 | 7,2%        | 2        |
| 2011 | 4,2%        | 1        |
| 2015 | 4,0%        | 2        |
| 2019 | 3,4%        | 1        |
| 2022 | 2,74%       | 0        |

Ved valget i 1946 opstillede Javnaðarflokkurin og Sjálvstýrisflokkurin på en fælles liste, men efter valget repræsenterede de indvalgte repræsentanter fra denne liste hver sine partier i Lagtinget.